# August Davidov
August Iulievici Davidov (în rusă Август Юльевич Давидов, n. 15/27 decembrie 1823, Liepāja, gubernia Curlanda⁠(d), Imperiul Rus – d. 22 decembrie 1885/3 ianuarie 1886, Moscova, Imperiul Rus) a fost un matematician și inginer rus și profesor la Universitatea din Moscova.

## Activitate științifică
Are merite deosebite în dezvoltarea ecuațiilor cu derivate parțiale și în teoria integralelor definite.
De asemenea a jucat un rol important în dezvoltarea mecanicii raționale.
A susținut tot ce era nou în matematică, ca: teoria funcțiilor de o variabilă complexă, teoria probabilităților, unificarea unităților de măsură etc.

## Scrieri
A editat în special manuale populare de matematici elementare:
- Geometrie elementară
- 1886: Algebră elementară
- Îndrumător aritmetic
- Bazele trigonometriei
- Teoria fenomenenlor capilare.